# Blaine (Vallière)
Die Blaine (im Oberlauf Blanette genannt) ist ein Fluss in Frankreich, der in der Region Bourgogne-Franche-Comté verläuft. Sie entspringt am westlichen Ortsrand von Courlaoux, entwässert generell in südwestlicher Richtung und mündet nach rund 26 Kilometern im Gemeindegebiet von Louhans als rechter Nebenfluss in die Vallière. Auf ihrem Weg durchquert sie die Départements Jura und Saône-et-Loire.

## Orte am Fluss
(Reihenfolge in Fließrichtung)
- Courlaoux
- Villeron, Gemeinde Savigny-en-Revermont
- Louhans